# Złota bulla z Rimini
Złota bulla z Rimini – dokument wydany w 1235 przez cesarza Fryderyka II w Rimini, w którym cesarz sam siebie uznał za władcę całego chrześcijańskiego świata, przy okazji nadając Zakonowi Krzyżackiemu na wieczne posiadanie wszystkie zdobyte przez zakon ziemie, nawet należące do Księstwa Polskiego.
W akcie tym datowanym na 26 marca 1226 Fryderyk II, uznając sam siebie za seniora zarówno zakonu krzyżackiego, jak i Polski, a jednocześnie nadrzędnego władcę chrześcijańskiej Europy, nadał Krzyżakom prawa do wszystkich ziem, jakie zdobędą podczas misji w Prusach.
Wydanie Złotej bulli było rezultatem zabiegów Hermanna von Salza, wielkiego mistrza krzyżackiego, zasłużonego współpracownika i przyjaciela cesarza. Stała się ona dla Krzyżaków podstawą żądań uznania legalności ich podbojów także w późniejszych wiekach. Historycy kwestionują autentyczność roku zamieszczonego na dokumencie. Najprawdopodobniej został on antydatowany, a w rzeczywistości wydano go dopiero około 1235, kiedy to Krzyżacy poczuli się zagrożeni utratą ziemi dobrzyńskiej na rzecz Konrada I mazowieckiego.